# 弗兰克·富里迪
弗兰克·富里迪（英語：Frank Furedi, 1947年5月3日—），是肯特大学社会学荣誉教授。

## 生平
1947年出生于匈牙利的布达佩斯，1956年起义失败后，富里迪跟随着家人移民加拿大，在蒙特利尔，他取得了麦吉尔大学学士学位。从1969年开始，他生活在英国，并在伦敦大学东方与非洲研究所取得硕士学位以及博士学位。现在他已退休，是英国肯特大学社会学系的荣誉教授。他因在恐惧社会学、教育、治疗文化、偏执教育方面的研究而闻名。
年轻时的弗兰克是一个思想激进的学生，20世纪70年代开始，他就已经参与了左翼政治，并脱颖而出，建立了革命共产党并担任主席一职。20世纪90年代，他活跃于人道主义这一重要议题，尤其是言论自由运动。弗兰克的学术研究肇始于帝国主义与种族关系。在这一主题上，他著有《Mau-Mau War in Perspective》,《 The New Ideology of Imperialism》以及《 The Silent War: Imperialism and the Changing Perception of Race》等论述。
近年来，他的工作开始着眼于探索社会学的风险以及低期望。在这些议题上，他发表了《为什么教育不在教育》以及《恐惧的邀请：扩大的未知帝国》，911以后的恐怖主义影响分析。他的最新的书籍《On Tolerance: A Defence of Moral Independence》和《Authority: A Sociological Introduction 》则致力于解决自由与权力之间内在的相关问题。有研究表明，他是被英国媒体最广泛提及的社会科学家。
如今，他和他的妻子安·富里迪居住在法弗舍姆，她的妻子是英国最大的独立堕胎提供商英國孕期諮詢服務處的首席执行官。富里迪是英国人道主义组织的支持者。